# Степанчиков, Михаил Григорьевич
Михаил Григорьевич Степанчиков (20 октября 1922, Филяево, Ярославская губерния — 4 мая 1989, Павловский, Краснодарский край) — советский военнослужащий, участник Великой Отечественной войны, полный кавалер ордена Славы, пулемётчик 491-го отдельного ордена Суворова пулемётно-артиллерийского батальона, красноармеец — на момент представления к награждению орденом Славы 1-й степени.

## Биография
Родился 20 октября 1922 года в селе Филяево Петровской волости Ростовского уезда Ярославской губернии (ныне село находится в Ростовском районе Ярославской области). Окончил 4 класса. Работал в колхозе.
В октябре 1941 года был призван в Красную армию. Для прохождения службы был направлен в 159-й укреплённый район. Всю осень и зиму 1941—1942 годов продолжалось формирование пулемётно-артиллерийских батальонов и обучение бойцов. В составе 361-го батальона служил красноармеец Степанчиков. Только к августу 1942 года закончилось строительство оборонительных сооружений, которые по мере готовности занимали батальоны. Бойцы и командиры вели напряжённую учёбу, повседневно готовились к грядущим боям. Одновременно бойцы своими силами продолжали усиливать и улучшать укрепления.
В сентябре 1942 года войска 159-го полевого укреплённого района были переданы в распоряжение командования Донского фронта. Но вступить в бой опять не пришлось. За месяц с небольшим в междуречье Волги и Дона бойцами укрепрайона был построен оборонительный рубеж, включавший 190 площадок для противотанковых орудий, столько же миномётных, 760 — пулемётных, 480 — для противотанковых ружей, свыше 260 командных наблюдательных пунктов батальонов, рот, взводов. Рядом с ними — укрытия и блиндажи для огневых расчётов.
Зимой 1942—1943 годов, когда 159-й полевой укреплённый район был включён в состав 66-й армии, часть его батальонов приняла непосредственное участие в разгроме окружённой группировки противника. Но батальон Степанчикова и на это раз оставался в резерве. Летом 1943 года, в Курской битве, 159-му полевому укреплённому району было поручено оборонять рубеж к западу от Тулы. Однако Красная армия вновь наступала, и рубеж использовать не пришлось.
В середине декабря 1943 года личный состав 159-го укрепрайона переправился через Днепр. В конце января 1944 года войска 1-го и 2-го Украинских фронтов замкнули кольцо окружения Корсунь-Шевченковской группировки. Батальоны 159-го укреплённого района выдвигались на передний край для участия в создании внутреннего кольца окружения. Здесь красноармеец Степанчиков был зачислен в роту разведки. Принимал участие в освобождении города Богуслава.
5 февраля 1944 года при участии в разведке боем в городе Стеблев красноармеец Степанчиков проявил смелость и решительность в уничтожении живой силы и техники противника. Несмотря на сильный заградительный огонь, он в составе разведгруппы одним из первых ворвался в центр города, помог получить ценные сведения о противнике. Был награждён медалью «За отвагу».
Когда Красная армия, захватив стратегическую инициативу, перешла в наступление, в наступательные операции включились и войска укрепрайонов. Они самостоятельно вели все боевые действия, предусмотренные для полевых стрелковых войск. В начале апреля 1944 года советские войска перешли на территорию Румынии.
26 апреля 1944 года разведчик Степанчиков в составе группы из трёх человек находился в разведке в районе населённых пунктов Мулинь и Валя-Саки. Разведчики пересекли русло реки Молдовы, уничтожили секрет противника, преодолели проволочное заграждение, углубились в тыл врага на 9 км. Около трёх суток они вели наблюдение за противником: наносили на карту боевые позиции, засекали по вспышкам батареи и пулемётные точки, места скопления живой силы, отмечали проходы в проволочных заграждениях и минных полях. На обратном пути Степанчиков лично уничтожил пулемётную точку и несколько вражеских солдат. Приказом от 29 июня 1944 года красноармеец Степанчиков Михаил Григорьевич награждён орденом Славы 3-й степени.
В последующих боях в районе населённого пункта Мулинь Степанчиков дважды проводил разведку, доставляя ценные сведения. В октябре 1944 года, сопровождая инженерную разведку, остался прикрывать отход группы. Был ранен, но поля боя не покинул. Автоматным огнём и гранатами уничтожил несколько противников и вернулся к своим. Через две-три недели он выписался из санбата и вернулся в свой взвод. Приказом от 24 ноября 1944 года красноармеец Степанчиков Михаил Григорьевич награждён орденом Славы 2-й степени.
Весной 1945 года войска 159-го полевого укреплённого района составе 18-й армии 4-го Украинского фронта действовали на территории Чехословакии. Разведчики изучали тылы противника, подходы и движение его резервов.
6 мая 1945 года в боях на подступах к городу Оломоуц в составе расчёта в числе первых ворвался на укреплённую высоту 950. В схватке уничтожил 8 вражеских солдат и офицера. В этом бою тяжело ранило командира, и Степанчиков успешно командовал подразделением. Когда противники пошли в контратаку, Степанчиков, находясь на самом ответственном участке обороны, подпустил врага на близкое расстояние, и огнём из пулемёта помог отбить атаку. День Победы встретил в столице Чехословакии — Праге.
Указом Президиума Верховного Совета СССР от 29 июня 1945 года за исключительное мужество, отвагу и бесстрашие, проявленные в боях с вражескими захватчиками, красноармеец Степанчиков Михаил Григорьевич награждён орденом Славы 1-й степени. Стал полным кавалером ордена Славы.
В августе 1946 года М. Г. Степанчиков был демобилизован. Работал сначала в Фатьяновской МТС, затем, после ликвидации машинно-тракторных станций, руководил комплексной бригадой в колхозе «Новый путь» Ростовского района Ярославской области. Член КПСС с 1958 года. В 1961 году переехал в Ростовскую область, жил в пос. Шолоховский Белокалитвинского района. Освоил профессию проходчика, работал шахтёром на шахте «Восточная» объединения «Шолоховуголь». С 1984 года жил в посёлке Адагум Крымского района Краснодарского края. Скончался 4 мая 1989 года. Похоронен на хуторе Павловский в Крымском районе Краснодарского края.
Награждён орденами Отечественной войны I ст., Славы 3-х степеней, медалями, в том числе «За отвагу».

## Память
- Именем Степанчикова названа школа в хуторе Адагум[3].
- На доме в посёлке Шолоховский, где проживал Герой, установлена мемориальная доска[3].
- Степанчиков увековечен на Аллее Славы в парке имени Маяковского в Белой Калитве[3][~ 1].
- Фамилия Степанчикова присутствует в списке полных кавалеров ордена Славы у Мемориальной арки «Ими гордится Кубань» в сквере имени Г.К. Жукова в Краснодаре.

## Комментарии
1. ↑  Памятник установлен в 1985 году, является объектом культурного наследия в Ростовской области. Решение № 301 «О принятии на государственную охрану памятников истории и культуры в Ростовской области» от 18.11.1992 было принято Ростовским областным Советом народных депутатов. Номер в реестре: 611510363630005, учётный номер: 61-66492[4].